# 鬼哭神號
《鬼哭神號》（英語：Poltergeist）是一部1982年美國靈異恐怖片，由陶比·胡柏執導，史蒂芬·史匹柏創作故事並與麥可·格雷斯、馬克·維克多共同撰寫劇本。《鬼哭神號》是《鬼哭神號》系列電影的第一部也是最成功的作品。

## 劇情
故事主要描述住在加利福尼亞州郊區的一個家庭遭到邪惡鬼魂的入侵，並綁架了家中的小女兒。

## 製作
原本該片將由史匹柏執導，但因將要製作《E.T.外星人》（1982年）的合約而無法進行，使他選中了憑《德州電鋸殺人狂》（1974年）和《魔幻樂園》（1981年）而聞名的胡柏。起初，該片被當作是《第三類接觸》（1977年）的黑暗恐怖式續集《夜空》（其構想被延伸為《E.T.外星人》和《鬼哭神號》），而當史匹柏接觸胡柏後，對方對科幻元素不太感興趣，並提出了一個鬼故事的構想。

## 上映與評價
《鬼哭神號》由聯美定於1982年6月4日在美國上映，並取得了極大的商業成功，成為1982年票房第八高的電影。自上映後數年來，一直被認為是恐怖片的經典之作，並取得了邪典電影的地位。除了入圍三項奧斯卡金像獎外，該片亦被芝加哥影評人協會列為史上第二十恐怖的電影，且片中的小丑攻擊橋段則被美國精彩電視台的《一百個最嚇人的電影瞬間》名列第八十位。《鬼哭神號》也在美國電影學會的AFI百年百大驚悚電影名單中排於第二十四位。

## 續集
該片的成功使其推出了續集《陰風怒吼》（1986年）、《腥風血雨》（1988年），以及2015年的重拍版《鬼哭神嚎：惡靈15》。

## 外部連結
- 互联网电影数据库（IMDb）上《鬼哭神號》的资料（英文）
- Box Office Mojo上《鬼哭神號》的資料（英文）
- 豆瓣电影上《鬼哭神號》的資料 （简体中文）
- 爛番茄上《鬼哭神號》的資料（英文）